# الرؤية من لا مكان (كتاب)
الرؤية من لا مكان هو كتاب للفيلسوف توماس ناجل. نشرته مطبعة جامعة أكسفورد عام 1986، وهو يقارن بين وجهات النظر السلبية والفاعلة في كيفية تفاعل البشرية مع العالم، اعتمادا إما على رؤية شخصية تعكس وجهة نظر أو رؤية موضوعية تأخذ منظورًا أكثر انفصالًا. يصف ناجل المنظور الموضوعي بأنه «رؤية من لا مكان»، حيث تكون الأفكار القيمة الوحيدة هي تلك الأفكار المستمدة بشكل مستقل.

## استقبال الكتاب
أشاد المؤرخ بيتر جاي بالرؤية من لا مكان. أشاد الفيلسوف توماس ميتزينغر بالمفهوم المركزي للكتاب وانتقده فوصفه بأنه «جميل» ولكن لا يمكن الدفاع عنه.